# Mesopolobus citrinus
Mesopolobus citrinus är en stekelart som först beskrevs av Julius Theodor Christian Ratzeburg 1852.  Mesopolobus citrinus ingår i släktet Mesopolobus och familjen puppglanssteklar. Arten är reproducerande i Sverige. Inga underarter finns listade i Catalogue of Life.